# Żabin Rybacki
Żabin Rybacki ist ein kleiner Ort in der polnischen Woiwodschaft Ermland-Masuren und gehört zur Landgemeinde Banie Mazurskie (deutsch Benkheim) im Powiat Gołdapski (Kreis Goldap).

## Geografie und Geschichte
Żabin Rybacki liegt an Südostufer des Jaggelner Sees (auch: Zedmarsee, polnisch Jezioro Jagielskie) im Nordosten der Woiwodschaft Ermland-Masuren. Bis zur Kreisstadt Gołdap (Goldap) sind es 15 Kilometer in südöstlicher Richtung.
Bei dem Ort handelt es sich wohl um eine Siedlung (polnisch: osada), in der das Fischereihandwerk (polnisch „Ryba“ = deutsch „Fisch“) betrieben wird. In den ersten Jahren nach 1945 wird der Ort nicht erwähnt und scheint eine spätere Gründung zu sein. Auch ein früherer deutscher Name ist nicht auszumachen.
Żabin Rybacki ist eine Ortschaft im Verbund der Landgemeinde Banie Mazurskie im Powiat Gołdapski, vor 1998 der Woiwodschaft Suwałki, seither der Woiwodschaft Ermland-Masuren zugehörig. Kirchlich besteht die Verbindung zur katholischen Pfarrei in Żabin (Klein Szabienen/Schabienen, 1938 bis 1945 Kleinlautersee) im Dekanat Gołdap im Bistum Ełk (Lyck) der Römisch-katholischen Kirche in Polen bzw. zur evangelischen Kirche in Gołdap, einer Filialkirche der Pfarrei Suwałki in der Diözese Masuren der Evangelisch-Augsburgischen Kirche in Polen.
Żabin Rybacki ist von Jagiele (Jaggeln, 1938 bis 1945 Kleinzedmar) aus über einen Landweg zu erreichen. Eine Bahnanbindung existiert nicht.